# Culture de l'Érythrée

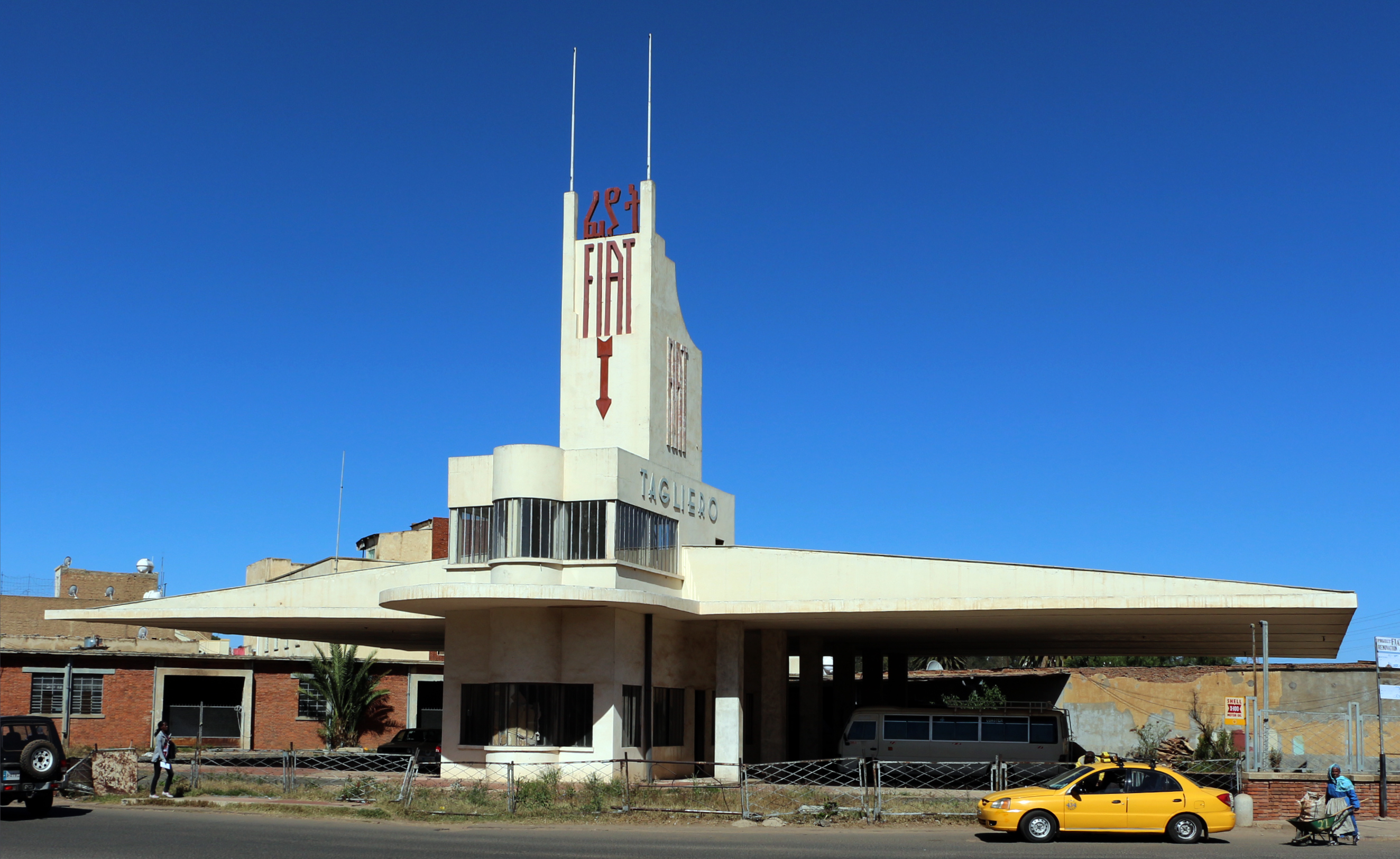
Architecture moderniste de l'immeuble Fiat Tagliero à Asmara (1938)

La culture de l'Érythrée, pays de la Corne de l'Afrique, désigne d'abord les pratiques culturelles observables de ses 6 500 000 d'habitants (en 2017).

## Langues et peuples
- Tigrigna

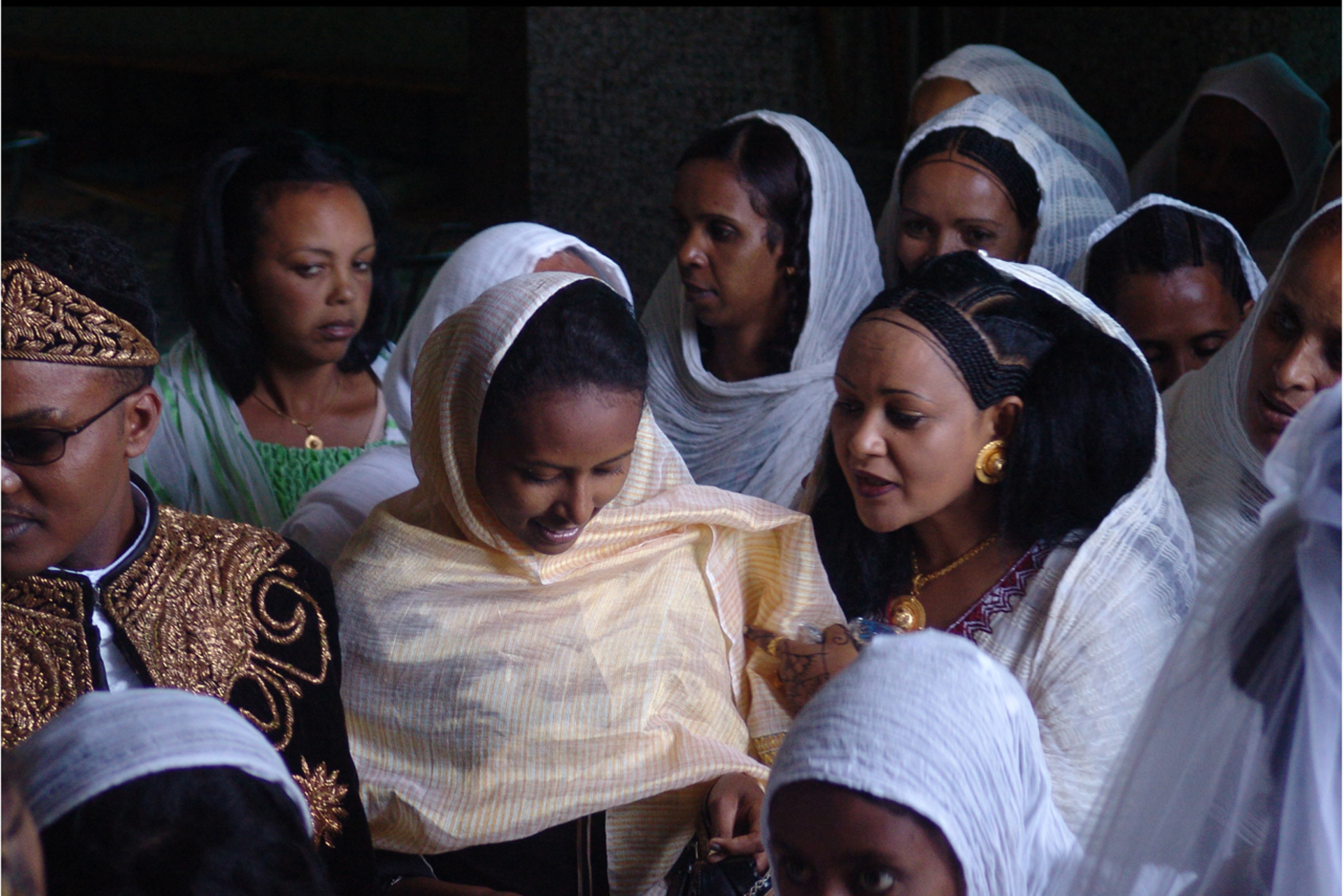
Mariage en Érythrée (2005)

- Langues en Érythrée, Langues d'Érythrée
- Démographie de l'Érythrée
- Groupes ethniques en Érythrée : Afars, Bedja, Kunama, Saho, Tigréens...
- Diaspora érythréenne
- Migrants forcés éthiopiens et érythréens en Égypte et au Soudan

Même si on parle souvent de « culture érythréenne », il n'y en a pas une seule, mais plusieurs, assez diverses. Officiellement il y a neuf groupes ethniques, et si on compte les Illiit comme un groupe séparé, et pense aussi aux "Tukrir" ou Haoussas qui habitent à Keren et à Tesseney, il y en a davantage. Mais souvent on a tendance à confondre la culture des Habesha des hauts-plateaux avec la culture de l'Érythrée, puisque les Habesha sont le groupe dominant de l'Érythrée. Ils sont dans leur majorité chrétiens orthodoxes (voir l'image du monastère fameux de Debre Bizen) et tigrinophones, parlant tigrinnya comme leurs voisins éthiopiens du Tigré.

## Traditions

### Religion(s)
- Religion en Érythrée, Catégorie:Religion en Érythrée
- Christianisme en Érythrée (40-55 %), Rite guèze, Église érythréenne orthodoxe
  - Église catholique érythréenne (5 %), Église catholique en Érythrée (en)
  - Protestantisme en Érythrée (en) (1 %), Église adventiste du septième jour, Témoins de Jéhovah, Open Brethren (en), P'ent'ay (Pente)
  - Islam en Érythrée (40-55 %), Sunnisme, Chiisme
- Spiritualités minoritaires
  - Histoire des Juifs en Érythrée
  - Hindouisme en Érythrée (en)
- Religions traditionnelles africaines
- Waaq (en)
- Buda (folklore) (en)
- Zār

### Symboles
- Armoiries de l'Érythrée
- Drapeau de l'Érythrée
- Hymne national (depuis 1993) :Ertra, Ertra, Ertra,
- Animal national : Dromadaire,

### Folklore et Mythologie
- Généralités : Catégorie:Mythologie par culture, Catégorie:Folklore par pays, Catégorie:Légende par pays

## Famille
- Jeunesse en Érythrée
- Violence familiale en Érythrée
- Femmes en Érythrée (en)
- Vente d'épouse
- Polygamie en Érythrée (en)

### Noms
- Nom personnel, Nom de famille, Prénom, Postnom, Changement de nom, Anthroponymie
- Prénoms érythréens
- Dénomination en Éthiopie et en Érythrée (en)

### Mariage
- Genre en Érythrée
- Droits LGBT en Érythrée, Droits LGBT en Érythrée

### Décès
- Vieillesse en Érythrée
- Mort en Érythrée
- Funérailles en Érythrée

## Société
- Diaspora érythréenne
- Expatriés en Érythrée
- Érythréens par origine ethnique ou nationale
- Listes d'Érythréens
- Liste d'Érythréens (en)

### Fêtes
- Jours fériés en Érythrée (en)
- Ashenda (en)

### Étiquette
Un site officiel canadien apporte une contribution assez complète sur la communication en Érythrée entre locaux et étrangers.

### Divers
- Société érythréenne
- Criminalité en Érythrée
- Violence en Érythrée
- Corruption en Érythrée
- Richesse en Érythrée}
- Droits de l'homme en Érythrée
- Prostitution en Érythrée (en)
- Sur le site d'Amnesty International

### Éducation
- Éducation en Érythrée
- Science en Érythrée
- List of universities in Eritrea (en)
- Eritrea Institute of Technology (2003)
- Présence éducative étrangère :
  - Alliance française[3], École italienne[4], Asmara international community school (1994)[5]
- Classement international de l'Érythrée (en)
- Science, technologie et innovation en Érythrée, sur unesco.org
- Liste des pays par taux d'alphabétisation, Liste des pays par IDH

### État
- Histoire de l'Érythrée
- List of conflicts in Eritrea (en)
- List of wars involving Eritrea (en)
- Guerre d'indépendance de l'Érythrée
- List of massacres committed during the Eritrean War of Independence (en)
- Politique en Érythrée[6],[7],[8],[9]
- Profil du pays pur la FAO[10]
- Rapport 2016 d'Amnesty International

## Arts de la table

### Cuisine(s)
- Cuisine érythréenne, Cuisine érythréenne (rubriques)
- Cuisine éthiopienne, Cuisine éthiopienne (rubriques)
- Cuisine italo-éryhréenne (en)
- Liste de plats éthiopiens (en)
- Shiro, Bérbéré, Niter kibbeh

### Boisson(s)
- Tella, T’edj
- Café, Coffea arabica, Kaffa, Cérémonie du café
- Brasserie d'Asmara (en) depuis 1939, Ariki
- Brasserie Golden Star (it) depuis 2004

## Santé

### Généralités
- Santé, Santé publique, Protection sociale
- Santé par pays
- Santé en Érythrée, Santé en Érythrée (rubriques)
- Système de santé en Érythrée (en)
- Cannabis en Érythrée (en)
- Khat

### Jeux populaires
- Divertissements en Érythrée

### Sports
- Sport en Érythrée (en), Sport en Érythrée (rubriques)
  - Cyclisme, football, basket-ball, volley-ball, course à pied
- Sportifs érythréens, Sportives érythréennes
- Érythrée aux Jeux olympiques
- Jeux paralympiques, Érythrée aux Jeux paralympiques
- Handisport en Érythrée
- Jeux africains ou Jeux panafricains, depuis 1965, tous les 4 ans (...2011-2015-2019...)

### Arts martiaux
- Arts martiaux en Érythrée
- Liste des luttes traditionnelles africaines par pays
- Donga (lutte), Dula Meketa, Re-Efi-Areh-Ehsee

## Artisanats
- Arts appliqués, Arts décoratifs, Arts mineurs, Artisanat d'art, Artisan(s), Trésor humain vivant, Maître d'art
- Musées d'art en Érythrée
- Artistes par nationalité, Artistes érythréens

### Arts graphiques
- Calligraphie, Enluminure, Gravure, Origami

### Design
- Design par pays

### Textiles
- Art textile, Arts textiles, Fibre, Fibre textile, Design textile
- Mode, Costume, Vêtement, Confection de vêtement, Stylisme
- Technique de transformation textile, Tissage, Broderie, Couture, Tricot, Dentelle, Tapisserie,
- Artistes érythréens du textile
- Mode érythréenne
- Vêtement traditionnel érytréen
- Bernos (en), Tenue éthiopienne (en), Gabi (vêtement) (en), Habesha kemis (en), Kuta (vêtement) (en), Netela (en)
- Tapis (rubriques)

### Cuir
- Maroquinerie, Cordonnerie, Fourrure

### Papier
- Papier, Imprimerie, Techniques papetières et graphiques, Enluminure, Graphisme, Arts graphiques, Design numérique

### Bois
- Travail du bois, Boiserie, Menuiserie, Ébénisterie, Marqueterie, Gravure sur bois, Sculpture sur bois, Ameublement, Lutherie

### Métal
- Métal, Sept métaux, Ferronnerie, Armurerie, Fonderie, Dinanderie, Dorure, Chalcographie

### Poterie, céramique, faïence
- Mosaïque, Poterie, Céramique, Terre cuite
- Potiers et céramistes érythréens

### Verrerie d'art
- Art verrier, Verre, Vitrail, Miroiterie

### Joaillerie, bijouterie, orfèvrerie
- Lapidaire, Bijouterie, Horlogerie, Joaillerie, Orfèvrerie

### Espace
- Architecture intérieure, Décoration, Éclairage, Scénographie, Marbrerie, Mosaïque
- Jardin, Paysagisme

## Média
- Médias en Érythrée
- Télécommunications en Érythrée (en)
- Journalistes érythréens
- Liberté de la presse[11],[12]

En 2016, le classement mondial sur la liberté de la presse établi chaque année par Reporters sans frontières situe l'Érythrée au 180e rang sur 180 pays. Elle occupe depuis huit ans la dernière place à ce classement. Depuis plus de vingt ans, l'information n'y a aucun droit de cité.

### Presse écrite
- Presse écrite en Érythrée
- Liste de journaux en Érythrée
- Liste de journaux en Érythrée (en)
- Magazines érythréens
- Haddas Ertra

### Radio
- Radio en Érythrée
- Liste des stations de radio en Érythrée[15]
- Radio Erena, radio indépendante émettant depuis Paris[16],[17],[18]

### Télévision
- Télévision en Érythrée (rubriques)
- Télévision en Érythrée

### Internet (.er)
- Internet en Érythrée (en)[19]
- Sites web par pays
- Sites web érythréens
- Blogueurs par nationalité
- Blogueurs érythréens
- The Awaze Tribune[20],[21]

## Littérature
- Littérature érythréenne, Littérature d'Érythrée (en)
- Écrivains érythréens, Liste d'écrivains érythréens
  - Feseha Giyorgis, Ghebre-Medhin Dighnei, Johannes Kolmodin, Yacob Ghebreyesus, Teklai Zeweldi,
  - Carlo Conti Rossini, Jacques Faitlovitch, Joseph Halévy, Edward Ullendorff, Hamid Barole Abdu (1953)
  - Erminia Dell'Oro (it) (1938-2004), Elisa Kidané, Alfredo Antonaros, Ribka Sibhatu, Habté Weldemariam, Alessandro Ghebreigziabiher[22]
- Livres érythréens

## Arts visuels
- Arts visuels, Arts plastiques, Art brut, Art urbain
- Art érythréen
- Artistes érythréens : Michael Adonai (en) (1962), Yegizaw Michael (en)

### Dessin
- Gravure par pays

### Peinture
- Peinture, Peinture par pays
- Peintres érythréens
- Graffiti
- Peinture murale

### Sculpture
- Sculpture, Sculpture par pays
- Sculpture en Érythrée
- Sculpteurs érythréens

### Architecture
- Architecture par pays
- Monuments en Érythrée
- Architectes érythréens
- Urbanisme en Érythrée
- Habitat traditionnel : Daboyta
- Architecture Art déco et architecture fasciste : Cinéma Impero, Palais du Gouverneur d'Asmara
- Architecture futuriste : Fiat Tagliero
- Ruines : Kaiserpalast Massaua (de)

### Photographie
- Photographie dans le monde
- Photographie en Érythrée[23],[24],[25]
- Photographes érythréens

## Arts du spectacle
- Spectacle vivant, Performance, Art sonore
- Catégorie:Arts de performance par pays

### Musique(s)
- Musique par pays
- Musique improvisée, Improvisation musicale
- Musique érythréenne, Musique érythréenne (rubriques)
- Musiciens érythréens, Compositeurs érythréens
  - Yemane Baria, Bereket Mengisteab, Fitsum Zemichael
- Chanteurs érythréens, Chanteuses érythréennes
  - Ruth Abraha (en), Abraham Afewerki (en) (1966-2006), Zeudi Araya (1951), Yemane Baria (en) (1949), Helen Berhane (1974), EriAm Sisters (en), Dehab Faytinga, Abeba Haile, Alex Kahsay, Senait Ghebrehiwet Mehari, Helen Meles, Bereket Mengisteab, Sa'ra Charismata, Lara Saint Paul, Yohannes Tikabo, Tsèhaytu Bèraki (1939)
- Éthiopiques (musique), Éthio-jazz
- Asmara's Opera (en) (1918)
- Scène musicale érythréenne, Mahber Theatre Asmara[26]

### Danse(s)
- Danse en Érythrée, Danse en Érythrée (rubriques)
- Liste de danses traditionnelles en Érythrée
- Danseurs érythréens, Danseuses érythréennes

### Théâtre
- Improvisation théâtrale, Jeu narratif
- Théâtre par pays
- Théâtre d'Asmara[27] (1919)

### Autres: marionnettes, mime, pantomime, prestidigitation
- Art de rue, Arts pluridisciplinaires,
- Marionnette, Cirque,Théâtre de rue, Spectacle de rue, Performance (art)…

### Cinéma
- Animation par pays, Cartoon
- Cinéma érythréen, Cinéma érythréen (rubriques)
- Réalisateurs érythréens, Scénaristes érythréens
- Acteurs érythréens
- Actrices érythréennes : Zeudi Araya, Helen Meles, Ines Pellegrini
- Films érythréens, Films documentaires érythréens, Films d'animation érythréens
- Liste de films érythréens
- Films tournés en Érythrée : Port Djema, White Hotel (film) (en)
- Salles de cinéma à Asmara
  - Cinéma Impero (1938), Capitol (1937), Roma (1937), Odeon (1937), Asmara Cinema Teatro[28] (1920)

Le cinéma est arrivé dans le pays vers 1930, en provenance de Djibouti. L'Érythrée a une tradition de production de films en tigrinnya, surtout des comédies, mais aussi des vidéos de groupes musicaux. Depuis la présence italienne, les cinémas font partie de la scène culturelle des villes de l'Érythrée, surtout à Asmera.

### Autres
- Vidéo, Jeux vidéo, Art numérique, Art interactif
- Culture alternative, Culture underground

## Tourisme
- Tourisme en Érythrée (en)
- Tourisme en Érythrée (rubriques)
- Liste de musées en Érythrée (en)
- Musée national d'Érythrée (en) (Asmara, 1992)

## Patrimoine
Le programme Patrimoine culturel immatériel (UNESCO, 2003) n'a rien inscrit pour ce pays dans sa liste représentative du patrimoine culturel immatériel de l’humanité (au 15/01/2016).
Le programme Mémoire du monde (UNESCO, 1992) n'a rien inscrit pour ce pays dans son registre international Mémoire du monde (au 15/01/2016).

### Musées et autres institutions
- Liste de musées en Érythrée.

### Liste du Patrimoine mondial
Le programme Patrimoine mondial (UNESCO, 1971) a inscrit dans sa liste du Patrimoine mondial (au 12/01/2016) : Liste du patrimoine mondial en Érythrée.